# Entoloma hirtipes
L'Entoloma hirtipes (Schumach.) M.M. Moser, 1978 è una specie di fungo velenoso appartenente alla famiglia Entolomataceae.

## Descrizione della specie
Cappello 
Fino a 9 cm, poco carnoso, quasi membranoso, prima acuto-conico, poi conico-campanulato, umbonato o papillato, fragile.
Cuticolabruno-seppia tendente al nerastro, glabra, igrofana
Margineinvoluto, poi regolare, striato per trasparenza.
 Lamelle 
Annesse, sinuose, poi libere, molto larghe, ventricose, intercalate da lamellule, prima grigiastre, poi rosa-grigiastro, con filo seghettato.
 Gambo 
7-10 x 0,3-0,6 cm, cilindrico, fistuloso, slanciato, rigido, assai esile, attenuato verso l'apice, ingrossato alla base, concolore al cappello.
 Carne 
Pallida, sottile, concolore, fibrosa nel gambo.
saporedi farina rancida.
Odorepiù o meno forte di cetriolo

## Microscopia
Sporerosa in massa, angolose, 14 x 7-9 µm.

## Habitat
Fruttifica gregario, in primavera, nelle brughiere, boschi di conifere e latifoglia.

## Commestibilità
Velenoso.

## Sinonimi e binomi obsoleti
- Agaricus hirtipes Schumach., Enum. pl. (Kjbenhavn): 272 (1803)
- Nolanea hirtipes (Schumach.) P. Kumm., Führ. Pilzk. (Zwickau): 95 (1871)
- Nolanea majalis sensu Rea (1922); fide Checklist of Basidiomycota of Great Britain and Ireland (2005)
- Rhodophyllus hirtipes (Schumach.) J.E. Lange, (1921)